# 喬巴拉恰
喬巴拉恰是摩爾多瓦坎泰米爾區的一個社區，轄下有三個村莊，2014年人口3,017。